# Barthélemy Luchaire
Barthélemy Bernard Louis Luchaire est un homme politique français né le 18 décembre 1764 à Lodève (Hérault) et décédé le 24 janvier 1823 à Lodève.

## Biographie
Propriétaire à Olmet, il est député de l'Hérault en 1815, lors des Cent-Jours.

## Sources
- « Barthélemy Luchaire », dans Adolphe Robert et Gaston Cougny, Dictionnaire des parlementaires français, Edgar Bourloton, 1889-1891 [détail de l’édition]
- Ressource relative à la vie publique :   - Base Sycomore